# Lijst van oorlogsmonumenten in Bunschoten
De Nederlandse gemeente Bunschoten heeft 3 oorlogsmonumenten. Hieronder een overzicht.
| Nr.  | Object                                     | Herdachte groep | Ontwerper        | Onthulling    | Type               | Locatie                               | Plaats                | Coördinaten                   | Foto                        |
| ---- | ------------------------------------------ | --- | ---------------- | ------------- | ------------------ | ------------------------------------- | --------------------- | ----------------------------- | --------------------------- |
| 1946 | Monument voor de Gevallenen                | militairen in dienst van het Ned. Kon. 1940-1945, burgerslachtoffers, vervolgden Nederland, verzet Nederland, militairen in dienst van het Ned. Kon. na 1945 | P.F. Koops       |               | gedenkmuur         | Spuistraat 22, 3752 AJ                | Spakenburg            | 52° 15' 9" NB, 5° 22' 39" OL  | Monument voor de Gevallenen |
| 3017 | Grafmonument                               | burgerslachtoffers |                  |               | begraafplaats/graf | Bikkersweg 3, 3752 WV                 | Spakenburg            | 52° 15' 12" NB, 5° 22' 41" OL | Grafmonument                |
| 4526 | Herdenkingsmonument Geallieerde Militairen | geallieerde militairen | Wim en Wieke Hop | 14 april 2023 | zuil               | Eemdijkerpad (bij Eemdijk 2), 3454 NH | Eemdijk               |                               |                             |
|      | Grafmonument                               | militairen in dienst van het Ned. Kon. 1940-1945 (KNIL), burgerslachtoffers, militairen in dienst van het Ned. Kon. na 1945, geallieerde militair            |                  |               | begraafplaats/graf | Bikkersweg 3, 3752 WV                 | Spakenburg            | 52° 15' 12" NB, 5° 22' 41" OL | Grafmonument                |
|      | Monument voor Francis Étienne Delery       | geallieerde militairen |                  | april 2023    | lessenaar          | Eemdijkerpad.                         | Eemdijk               |                               |                             |
|      | Stolpersteine                              | vervolgden Nederland | Gunter Demnig    |               | plaquette          | Zie Stolpersteine in Bunschoten       | Bunschoten-Spakenburg |                               |                             |

Amersfoort ·
Baarn ·
Bunnik ·
Bunschoten ·
De Bilt ·
De Ronde Venen ·
Eemnes ·
Houten ·
IJsselstein ·
Leusden ·
Lopik ·
Montfoort ·
Nieuwegein ·
Oudewater ·
Renswoude ·
Rhenen ·
Soest ·
Stichtse Vecht ·
Utrecht ·
Utrechtse Heuvelrug ·
Veenendaal ·
Vijfheerenlanden ·
Wijk bij Duurstede ·
Woerden ·
Woudenberg ·
Zeist